# Japonitata striata
Japonitata striata là một loài bọ cánh cứng trong họ Chrysomelidae. Loài này được Yang & Li in Yang, Li, Zhang & Xiang miêu tả khoa học năm 1997.